# Садова Веке (Караш-Северин)
Садова Веке (рум. Sadova Veche) насеље је у Румунији у округу Караш-Северин у општини Слатина-Тимиш. Oпштина се налази на надморској висини од 299 m.

## Прошлост
Аустријски царски ревизор Ерлер је 1774. године констатовао да место "Судова" припада Тамишком округу, Карансебешког дистрикта. Село има милитарски статус а становништво је било претежно влашко.

## Становништво
Према подацима из 2002. године у насељу је живело 301 становника.

### Попис2002.
| Расподела становништва по националности 2002.‍ | Расподела становништва по националности 2002.‍ | Расподела становништва по националности 2002.‍ | Расподела становништва по националности 2002.‍ | Расподела становништва по националности 2002.‍ |
| --------------------------------------------- | --------------------------------------------- | --------------------------------------------- | --------------------------------------------- | --------------------------------------------- |
|                                               |                                               |                                               |                                               |                                               |
| Румуни                                        | Румуни                                        |                                               | 229                                           | 76,6%                                         |
| Немци                                         | Немци                                         |                                               | 70                                            | 23,4%                                         |